# Regnéville-sur-Mer
Regnéville-sur-Mer és un municipi francès situat al departament de la Manche i a la regió de Normandia. L'any 2007 tenia 835 habitants.

## Demografia

### Població
El 2007 la població de fet de Regnéville-sur-Mer era de 835 persones. Hi havia 385 famílies de les quals 131 eren unipersonals (56 homes vivint sols i 75 dones vivint soles), 127 parelles sense fills, 95 parelles amb fills i 32 famílies monoparentals amb fills.
La població ha evolucionat segons el següent gràfic:
Habitants censats

### Habitatges
El 2007 hi havia 676 habitatges, 388 eren l'habitatge principal de la família, 243 eren segones residències i 45 estaven desocupats. 657 eren cases i 10 eren apartaments. Dels 388 habitatges principals, 310 estaven ocupats pels seus propietaris, 67 estaven llogats i ocupats pels llogaters i 12 estaven cedits a títol gratuït; 4 tenien una cambra, 14 en tenien dues, 55 en tenien tres, 110 en tenien quatre i 206 en tenien cinc o més. 320 habitatges disposaven pel capbaix d'una plaça de pàrquing. A 198 habitatges hi havia un automòbil i a 158 n'hi havia dos o més.

### Piràmide de població
La piràmide de població per edats i sexe el 2009 era:
| Homes | Edats   | Dones |
| ----- | ------- | ----- |
| 0     | 95 o +  | 0     |
| 0     | 90 a 94 | 4     |
| 8     | 85 a 89 | 8     |
| 12    | 80 a 84 | 8     |
| 20    | 75 a 79 | 36    |
| 28    | 70 a 74 | 48    |
| 52    | 65 a 69 | 28    |
| 12    | 60 a 64 | 28    |
| 24    | 55 a 59 | 16    |
| 20    | 50 a 54 | 32    |
| 24    | 45 a 49 | 12    |
| 28    | 40 a 44 | 20    |
| 28    | 35 a 39 | 32    |
| 16    | 30 a 34 | 20    |
| 32    | 25 a 29 | 24    |
| 4     | 20 a 24 | 12    |
| 8     | 15 a 19 | 20    |
| 16    | 10 a 14 | 20    |
| 12    | 5 a 9   | 28    |
| 40    | 0 a 4   | 24    |

## Economia
El 2007 la població en edat de treballar era de 477 persones, 329 eren actives i 148 eren inactives. De les 329 persones actives 295 estaven ocupades (149 homes i 146 dones) i 34 estaven aturades (18 homes i 16 dones). De les 148 persones inactives 85 estaven jubilades, 37 estaven estudiant i 26 estaven classificades com a «altres inactius».

### Ingressos
El 2009 a Regnéville-sur-Mer hi havia 396 unitats fiscals que integraven 864,5 persones, la mediana anual d'ingressos fiscals per persona era de 18.563 €.

### Activitats econòmiques
Dels 35 establiments que hi havia el 2007, 1 era d'una empresa alimentària, 2 d'empreses de fabricació d'altres productes industrials, 9 d'empreses de construcció, 5 d'empreses de comerç i reparació d'automòbils, 1 d'una empresa de transport, 4 d'empreses d'hostatgeria i restauració, 1 d'una empresa financera, 6 d'empreses de serveis, 3 d'entitats de l'administració pública i 3 d'empreses classificades com a «altres activitats de serveis».
Dels 11 establiments de servei als particulars que hi havia el 2009, 1 era una oficina de correu, 1 guixaire pintor, 2 fusteries, 1 lampisteria, 2 electricistes, 2 empreses de construcció, 1 veterinari i 1 restaurant.
Dels 3 establiments comercials que hi havia el 2009, 1 era una botiga de menys de 120 m², 1 una fleca i 1 una botiga de roba.
L'any 2000 a Regnéville-sur-Mer hi havia 33 explotacions agrícoles que ocupaven un total de 528 hectàrees.

## Poblacions més properes
El següent diagrama mostra les poblacions més properes.